# The Cool World
The Cool World is een Amerikaanse dramafilm uit 1963 onder regie van Shirley Clarke, geproduceerd door Frederick Wiseman en gebaseerd op een boek van Warren Miller. De film werd in 1994 opgenomen in het National Film Registry.

## Rolverdeling
| Acteur                | Personage     |
| --------------------- | ------------- |
| Hampton Clanton       | Duke          |
| Carl Lee              | Priest        |
| Yolanda Rodríguez     | LuAnne        |
| Clarence Williams III | Blood         |
| Gary Bolling          | Littleman     |
| Bostic Felton         | Rod           |
| Joe Oliver            | Angel         |
| Gloria Foster         | Mrs. Curtis   |
| Ted Butler            | Mr. Osborne   |
| Marilyn Cox           | Miss Dewpoint |
| Dizzy Gillespie       |               |
| Antonio Fargas        |               |